# Predeal
Predeal (preˈde̯al; ungarsk: Predeál) er en by i distriktet Brașov, Transsylvanien, Rumænien. Predeal, en bjergby, og den højest beliggende by i Rumænien. Den ligger i Prahova-dalen i en højde på over 1.000 moh.
Byens administration omfatter tre landsbyer: Pârâul Rece, Timișu de Jos og Timișu de Sus. Predeal er venskabsby med Macugnaga, Italien. Byen har 4.020 (2021) indbyggere.
I begyndelsen af 2000'erne oplevede området et boom i byggeriet, og nu ejer mange velhavende familier bjergområder i Predeal.
I vinterudgaven af European Youth Olympic Festival 2013 var byen vært for var det vært for langrend og snowboarding konkurrencerne.

## Navn
Navnet Predeal er afledt af det slaviske ord predel, der betyder "grænse". 

## Historie
Byen blev alvorligt beskadiget under Slaget ved Predeal-passet i 1. verdenskrig. Selv om selve byen gik tabt for de angribende centralmagters styrker, endte slaget i sidste ende med en rumænsk forsvarssejr.

## Geografi
Predeal ligger i Centru udviklingsregionen i Rumænien, i Prahova-dalen, i den sydlige del af Brașov-distriktet. Nærliggende byer er Azuga mod syd, Bușteni mod sydvest, Râșnov mod nordvest og Brașov mod nord.
Byen er bjergrig med Piatra Mare-bjergene i nord, Bucegi-bjergene i sydvest og Postăvarul-massivet i nordvest. Skovene omkring Predeal har et rigt og varieret dyreliv , herunder et stort antal vildsvin, skovmår, bjørne, ræve, ulve, hjorte, egern, kaniner, grævling og tjur.

## Gallery
- Predeal Kloster
- Gade i Predeal
- Predeal jernbanestation
- Landsbyen Timișu de Jos